# José Luis Fuentes (gymnastique)
Pour les articles homonymes, voir José Luis Fuentes.
José Luis Fuentes Bustamante (né le 2 mars 1985 à Valencia) est un gymnaste vénézuélien.
Il remporte le titre lors des Jeux panaméricains de 2007.